# Моинкум (урановое месторождение)
Моинкум — крупное урановое месторождение Казахстана, расположено в Сузакском районе Туркестанской области.
Суммарные запасы месторождения оцениваются в 43,7 тыс. тонн урана, добыча урана в 2008 году составила 2 тыс. тонн. Добыча осуществляется методом подземного скважинного выщелачивания.
Лицензией на разработку владеет совместное предприятие «КАТКО». Учредителями совместного предприятия являются «ORANO» (51 %) и «Казатомпром» (49 %).